# 氯化鎘
氯化鎘是一種无色单斜晶系晶体。分子式為CdCl2，极易溶于水，微溶于甲醇、乙醇，难溶于丙酮、乙醚。

## 制备
氯化镉一般可以用氯化氫和鎘在450℃反應製成：
{\displaystyle \ Cd+2HCl\to CdCl_{2}+H_{2}}
也可以通过乙酸镉的冰乙酸溶液和乙酰氯反应得到，产生的白色沉淀即为产物：
{\displaystyle \ Cd(CH_{3}COO)_{2}+2CH_{3}COCl\to CdCl_{2}\downarrow +2(CH_{3}CO)_{2}O}

## 用途
氯化鎘可用於製造硫化鎘：
{\displaystyle \ CdCl_{2}+H_{2}S\to CdS+2HCl}